# Putnam (Connecticut)
Putnam es un pueblo ubicado en el condado de Windham en el estado estadounidense de Connecticut. En el año 2005 tenía una población de 16.354 habitantes y una densidad poblacional de 9,288 personas por km².

## Geografía
Putnam se encuentra ubicada en las coordenadas 41°54′22″N 71°52′13″O / 41.90611, -71.87028.

## Demografía
Según la Oficina del Censo en 2000 los ingresos medios por hogar en la localidad eran de $43,010, y los ingresos medios por familia eran $53,460. Los hombres tenían unos ingresos medios de $37,390 frente a los $26,558 para las mujeres. La renta per cápita para la localidad era de $20,597. Alrededor del 7.7% de la población estaban por debajo del umbral de pobreza.